# Irish Universities Association
Die Irish Universities Association (kurz: IUA; irisch: Cumann Ollscoileanna Éireann) repräsentiert die acht Universitäten von Irland und hat ihren Sitz im Gebäude der National University of Ireland in Dublin, Irland. Die IUA hat gemeinnützigen Status und wurde 1972 als Konferenz der Irischen Universitäten (englisch: Conference of Heads of Irish Universities, kurz: CHIU) zum Austausch aller irischen Universitäten gegründet. Der heutige Name wurde 2005 angenommen. Die IUA und alle Mitglieder sind automatisch Mitglieder der European University Association. Die Vereinigung hatte 2020 ein Budget von 4,8 Mio. €.

## Mitglieder
Die Mitglieder der IUA sind mit Stand 2022 die folgenden:
- Dublin City University
- National University of Ireland, Maynooth
- National University of Ireland, Galway
- Technological University Dublin
- University of Dublin (Trinity College)
- University College Cork
- University College Dublin
- University of Limerick

Die Gründungsmitglieder der CHIU waren das University Colleges of Dublin, Cork und Galway, das damalige St Patrick’s College, Maynooth (heute die National University of Ireland, Maynooth) und das Trinity College Dublin. Die Dublin City University und University of Limerick wurden 1990 mit ihrem Status als Volluniversität Mitglied. Die Technological University Dublin wurde 2021 Mitglied.